# Plaça Daukanto
La Plaça Daukanto es localitza a Vílnius, la capital de Lituània, específicament en el barri vell, enfront del Palau presidencial. El seu nom commemora al progenitor del renaixement nacional de Lituània del segle xix, Simonas Daukantas. Al segle xix hi havia un monument de Mijaíl Muravyov-Vilensky.
La plaça acull cerimònies d'Estat. També ha estat escenari de manifestacions i concentracions.